# Pfälzer Katholische Kirchenschaffnei
Die Pfälzer Katholische Kirchenschaffnei in Heidelberg ist eine Stiftung der Erzdiözese Freiburg mit Sitz in Heidelberg. Sie verwaltet  katholischen Kirchenbesitz im ehemals kurpfälzischen Teil Nordbadens.

## Aufgabe
Zweck der Stiftung ist es, „für Baubedürfnisse örtlicher katholischer Rechtspersonen an Kirchen und Pfarrhäusern im ehemals kurpfälzischen Teil Badens aufzukommen“. So verwaltet die Schaffnei in Nordbaden neben 42 Kirchen auch Pfarrhäuser, sonstige kirchliche Gebäude sowie land- und forstwirtschaftliche Grundstücke. Der breiten Bevölkerung ist die „Heidelberger Schaffnei“ vor allem als Erbbauverpächter von Grundstücken auf Erbpachtbasis bekannt.

## Geschichte
Im Zuge der Säkularisation zu Beginn des 19. Jahrhunderts wurden in der Kurpfalz die Klöster aufgelöst. Das jetzt kurfürstliche Vermögen wurde in sogenannten „Schaffneien“ (Behörden) von „Schaffnern“ (Amtsleitern) verwaltet, z. B. in den Schaffneien Heidelberg, Lobenfeld, Weinheim und Ladenburg oder der Schaffnei Sinsheim. Am 1. Januar 1873 wurden die nordbadischen Schaffneien zur „Pfälzer Katholischen Kirchenschaffnei in Heidelberg“ vereinigt.